# Шатилівка (Харків)
Шатилівка або Шатилова Дача — історична місцевість у Харкові, в Шевченківському районі, розташована між Павловим Полем, Центральним парком і Держпромом. Забудована багатоповерховими будинками (в районі проспекту Науки) і приватними домами (ближче до Центрального парку).

## Історія
Наприкінці XIX століття в цій місцевості був цегельний завод, що належав Василю Сергійовичу Досекіну (1829—1900), який вважається також першим харківським фотографом. По смерті Досекіна земельна ділянка із заводом перейшла до його доньки Марії Василівни та її чоловіка, відомого лікаря Петра Івановича Шатилова. На початку XX століття навкруги цегельного заводу виникло приміське дачне селище — Шатилівка.
Станом на 1926 рік ця місцевість вже увійшла до меж міста.